# Барон Сина Старији
Симон Ђорђе Сина Старији (грч. Γεώργιος Σίνας, 1753, Сарајево — 1822, Беч) био је богати аустријски трговац и банкар грчког порекла. Покренуо је трговину Аустрије са Османским царством која је то тада била фактично безначајна.
Ђорђе Сина Старији рођен у Сарајеву, које је тадa било под влашћу Османског царства, дошао је око 1800. са фамилиојм у Беч. Фамилија Сина потиче из Солуна и населила се у Босну у 18. веку.
Сина је почео са трговином робом из Османског царства, пре свега са дуваном. Већ око 1810. био је најбогатији банкар Краљевине Угарске, 1818. примљен је у угарско племство и постао барон.
Место становања и седиште предузећа била му је палата Сина (уништена у Другом светском рату), чију изградњу је довршио његов син из првог брака, барон Сина Млађи, који је одатле водио своју банкарску империју.